# Pavieasia anamensis
Pavieasia anamensis är en kinesträdsväxtart som beskrevs av Jean Baptiste Louis Pierre. Pavieasia anamensis ingår i släktet Pavieasia och familjen kinesträdsväxter. Inga underarter finns listade i Catalogue of Life.